# Palacio de los Vilches
 (juin 2023).
Pour les articles homonymes, voir Vilches (homonymie).
Le palacio de los Vilches est un bâtiment Renaissance situé à Jaén en Andalousie (Espagne). Construit vers 1600-1605, le palais a été déclaré monument protégé en 2010.

## Structure
La façade principale est de style Renaissance du XVIe siècle, avec cinq arcades soutenues par six colonnes doriques. L'intérieur, malgré les nombreuses modifications, conserve son style renaissance. L'édifice a été déclaré Monument Historique. Ce palais est le dernier souvenir de l'existence de la Place du Marché, qui constituait pendant des années la Plaza mayor de la ville de Jaén. Le palais a été remodelé au XIXe siècle, notamment la cour-patio cour centrale et l'escalier principal. Il est actuellement le siège d'une compagnie bancaire.

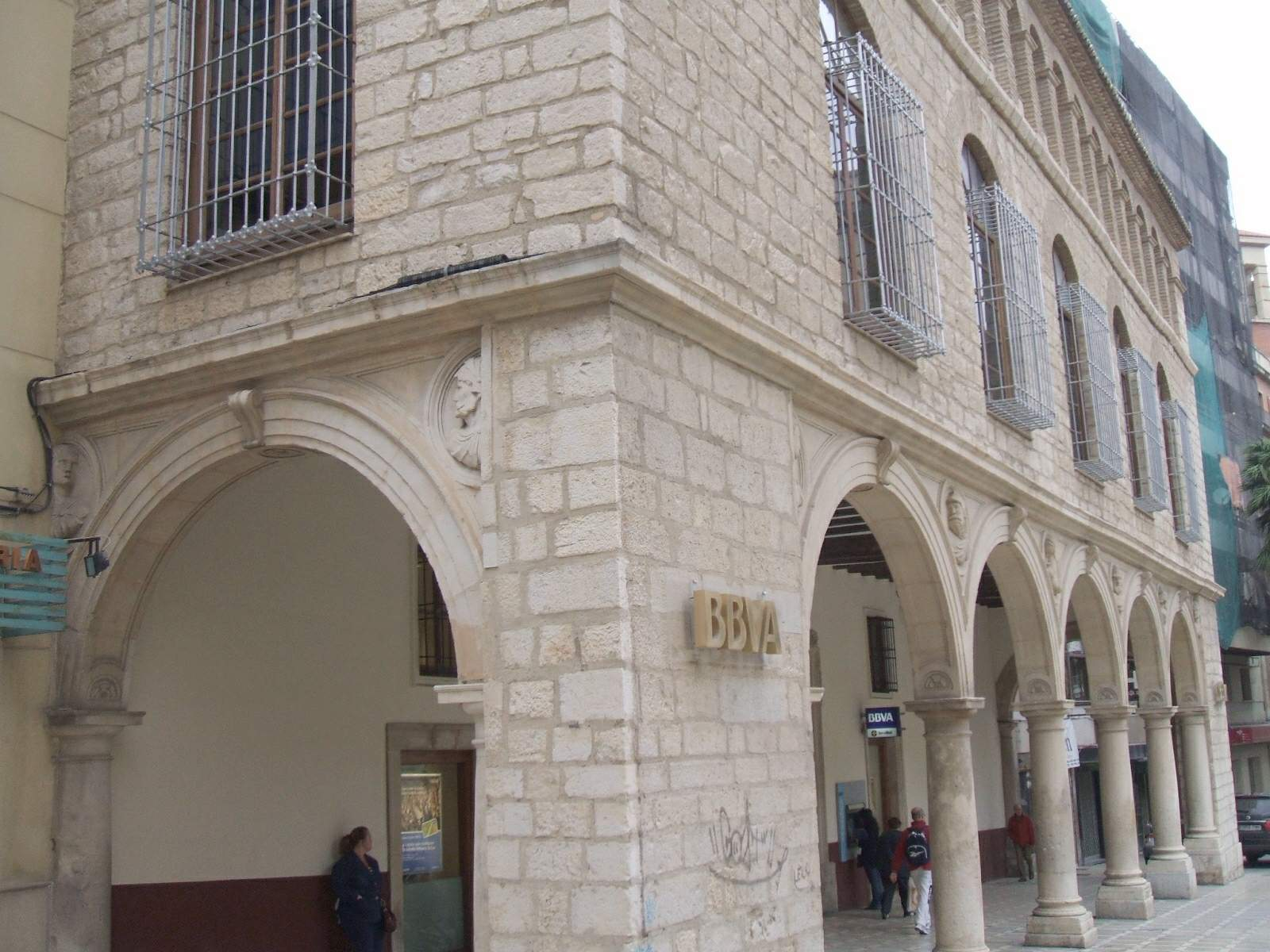
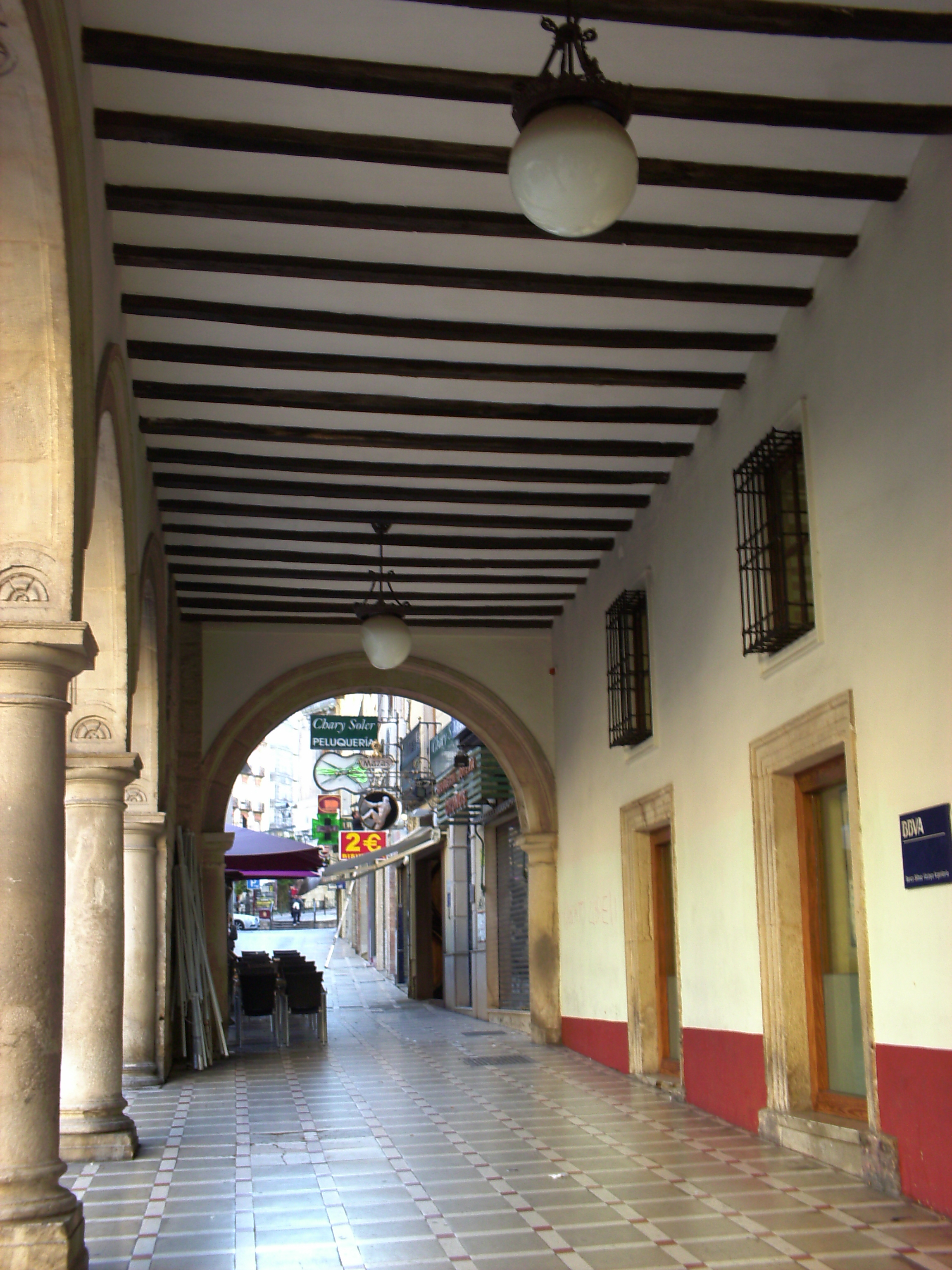
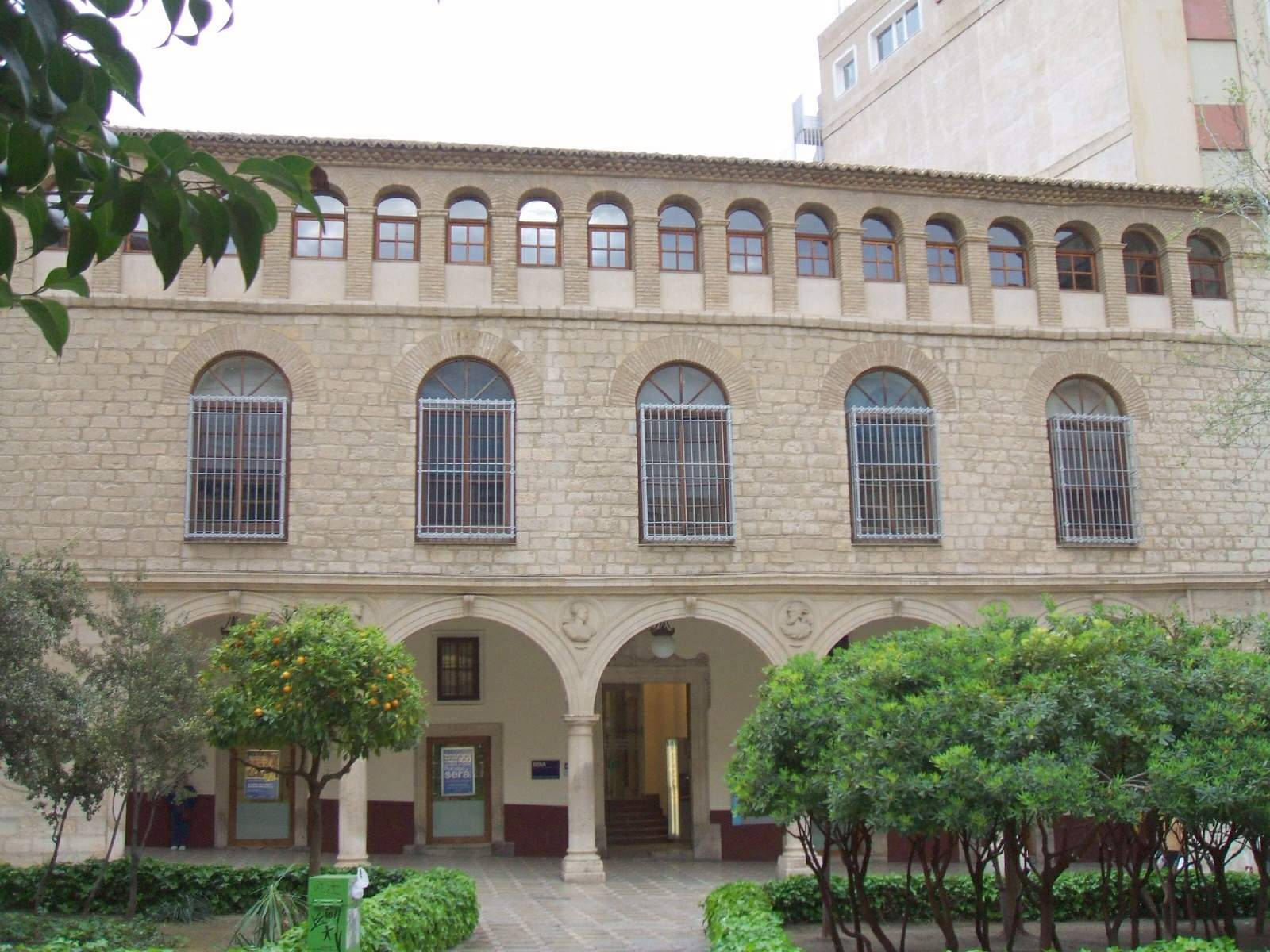